# William Henry Forney

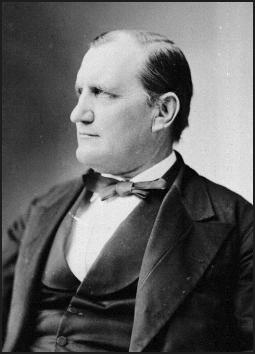
William Henry Forney

William Henry Forney (* 9. November 1823 in Lincolnton, North Carolina; † 16. Januar 1894 in Jacksonville, Alabama) war ein US-amerikanischer Jurist, Politiker und Brigadegeneral der Konföderierten Staaten von Amerika im Sezessionskrieg.

## Leben
Forney wurde 1823 im Lincoln County in North Carolina geboren. 1835 zog die Familie nach Alabama, wo er und sein Bruder John Horace, ebenfalls ein späterer General der Konföderierten, von Privatlehrern unterrichtet wurden. 1844 beendete er erfolgreich sein Studium an der University of Alabama. Anschließend studierte er die Gesetze und arbeitete in der Anwaltspraxis seines älteren Bruders in Jacksonville. 1846 verließ er seine Heimatstadt und kämpfte mit dem 1. Alabama Freiwilligen Regiment im Mexikanisch-Amerikanischen Krieg. 1848 kehrte er zurück nach Jacksonville, wurde als Anwalt zugelassen und betätigte sich in der Politik. Ab 1859 war er Mitglied der Verfassungsgebenden Versammlung („Constitutional Convention“).

## Sezessionskrieg
Bei Ausbruch des Krieges diente er zuerst als Captain im 10. Alabama Infanterieregiment, dessen Kommandeur sein Bruder war, und wurde am 20. Dezember 1861 bei Dranesville erstmals in Kampfhandlungen vestrikt, bei denen er und sein Bruder mehrfach verwundet wurden. Zu Beginn des Jahres 1862 wurde Forney zum Lieutenant Colonel befördert und nahm anschließend an der von März bis Juni dauernden Peninsula Campaign unter General Robert E. Lee teil, wo er bei Williamsburg wieder verwundet wurde. Während des anschließenden stationären Aufenthaltes in einem Krankenhaus wurde Forney von Unionstruppen verhaftet, aber im September wieder entlassen.
Zurückgekehrt zur Armee der Konföderierten wurde er zum (Colonel) befördert und bekam das Kommando über das 10. Alabama Infanterieregiment übertragen, die er anschließend auch in der Schlacht von Fredericksburg vom 11.–15. Dezember 1862 und in der Schlacht bei Chancellorsville am 2. und 5. Mai 1863 führte, wo er wieder verwundet wurde. Seinen Dienst konnte er erst wieder Mitte 1863 aufnehmen. Im gleichen Jahr wurde er bei mehreren Gefechten verwundet und wieder gefangen genommen. Erst im Herbst 1864 wurde Forney, dieses Mal nach einem Jahr Haft, entlassen und kehrte wieder zurück zur Armee der Konföderierten. Am 15. Februar 1865 wurde er zum Brigadegeneral ernannt und bekam das Kommando über die Nord-Virginia-Armee übertragen, mit der er vom 29. März bis zum 9. April 1865 am Appomattox-Feldzug teilnahm und sich am letzten Tag bei Appomattox Court House zusammen mit anderen Generalen ergab.
Nach dem Krieg verfolgte Forney seine politische Karriere, wurde in den Senat von Alabama gewählt und war von 1875 bis 1893 ununterbrochen Mitglied im US-Repräsentantenhaus.
William Forney war ein Neffe des Kongressabgeordneten Daniel Munroe Forney aus Virginia.